# سیارک ۱۰۶۰۱
سیارک ۱۰۶۰۱ (به انگلیسی: 10601 Hiwatashi، نامگذاری:1996UC) ده هزار و ششصد و یکمین سیارک کشف شده‌است که در ۱۶ اکتبر ۱۹۹۶ کشف شد.
قدر مطلق سیارک برابر ۱۳٫۳۰ است.